# Canciones para aliens
Canciones para aliens é o vigésimo-segundo álbum - o décimo-nono de estúdio - do roqueiro argentino Fito Páez.
O álbum, lançado no dia 28 de novembro de 2011 com o selo Sony Music, traz uma seleção de 14 músicas, de diversos artistas do mundo, que foram consideradas pelo Fito como as “más hermosas del mundo” (mais bonitas do mundo). Assim, este álbum pode ser considerado um disco de covers.
Através do projeto Música al Espacio, as canções deste álbum foram transmitidas ao espaço, em janeiro de 2012, por ondas electromagnéticas.

## O Álbum
| Críticas profissionais                                                      | Críticas profissionais |
| Avaliações da crítica                                                       | Avaliações da crítica  |
| Fonte                                                                       | Avaliação              |
| --------------------------------------------------------------------------- | ---------------------- |
| All Music Guide                                                             | [ 4 ]                  |
| Esta tabela precisa de ser acompanhada por texto em prosa. Consulte o guia. |                        |

## Faixas
1. Baila por ahí (3:23) de Martha and the Vandellas
2. Un beso y una flor (3:32) de Nino Bravo
3. Construcción (5:43) de Chico Buarque
4. El breve espacio en que no estás (3:02) de Pablo Milanés
5. Conmigo (3:02) de Hugo Fattoruso
6. Tango (promesas de amor) (4:33)
7. Te recuerdo Amanda (3:13) de Víctor Jara
8. Rata de dos patas (2:59) de Paquita la del Barrio
9. Ne me quitte pas (4:48) de Jacques Brel
10. Va pensiero (4:19) de Giuseppe Verdi
11. Las dos caras del amor (4:31) de Queen
12. Yo no quiero volverme tan loco (4:37) de Charly García
13. Fiesta (3:09) de Joan Manuel Serrat
14. Doblen campanas (3:45)

## Músicos
- Fito Páez: piano e vocais
- Leo Sujatovich: produção e arranjos
- Juan Pablo Rufino: baixo elétrico
- Diego Olivero: baixo
- Juan Pablo Navarro: contra-baixo
- Gastón Baremberg: bateria
- Dizzy Espeche: guitarra elétrica
- Coki Debernardi: guitarra
- Mateo Sujatovich: guitarra

### Músicos convidados
- Fabiana Cantilo: voz em Yo no quiero volverme tan loco.
- Juanse: voz em Baila por ahí.
- Chico Buarque: voz em Tango (promesas de amor).
- Pablo Milanés: voz em El breve espacio en que no está.
- Hugo Fattoruso: voz e acordeon em Conmigo.
- León Gieco: voz em Yo no quiero volverme tan loco.